# Epic Games Store
Epic Games Store (сокращённо EGS) — онлайн-сервис цифрового распространения компьютерных игр, разработанный и управляемый американской компанией Epic Games.

## Программное обеспечение
Магазин доступен в качестве веб-сайта и через приложение Epic Games Launcher. В данный момент у него нет таких функций, как поддержка гарнитуры виртуальной реальности.
Собственные игры Epic Games будут доступны исключительно через данный магазин, и компания планирует финансировать релизы только через данную площадку, используя гарантии дохода для разработчиков, которые выбирают данные условия. При этом Epic платит разницу, если игра не оправдывает ожиданий по доходам.
Для популяризации собственного магазина Epic Games устроила акцию, в которой предлагает по одной или несколько бесплатных игр в неделю с 2018 года.
В магазине планируется ввести систему облачного сохранения, но Epic Games не планирует добавлять какие-либо «игровые функции», вроде карточек Steam, предназначенные для стимулирования продаж.
Там, где это возможно, Epic Games планирует расширить свою программу «Поддержка создателя», запущенную в Fortnite Battle Royale, на другие игры, предлагаемые в магазине. Игроки смогут поддержать стримера или создателя контента, выбранного компанией на основе представленных приложений. Поддерживаемые авторы смогут получать доход от микротранзакций, совершенными через Epic Games Store от игроков, которые их поддерживают, стимулируя создателей контента. В Fortnite создатели получили около 5 % от стоимости микротранзакции.

## История
До Epic Games Store основным онлайн дистрибьютором был Steam от Valve, хотя существовали и другие конкуренты, вроде GOG.com, Origin или Uplay. Valve берет комиссию в 30% от всех игр, что сопоставимо с комиссией других сетей цифровой дистрибуции, такими как App Store. В августе 2017 года Тим Суини от лица Epic Games сказал, что комиссия в 30% больше не является разумной, и что Valve всё ещё сможет получать прибыль, если сократит её до 8%.
В начале декабря 2018 года Epic Games объявила, что откроет цифровой магазин, чтобы бросить вызов Steam. Epic планирует конкурировать с Valve за долю прибыли разработчиков игр: 88% от Epic против 70% от Valve. Epic также отказалась бы от платы, взимаемой за лицензирование движка Unreal Engine для создания игры, если игра была опубликована в Epic Game Store. По подсчётам Epic Games, магазин все равно будет получать прибыль. Epic также заявила, что не будет налагать ограничения на управление цифровыми правами на игры, продаваемые через её платформу.
Магазин открылся несколько дней спустя, 6 декабря 2018 года, в рамках церемонии награждения The Game Awards 2018, с несколькими играми и коротким списком предстоящих проектов. Ожидается, что магазин откроется для MacOS и Windows, а затем перейдет на Android и другие платформы. Epic стремится выпустить магазин для устройств Android, минуя Google Play Store, где комиссия будет составлять 12 % вместо 30 % у Google. Монополия Apple Inc. на iOS в настоящее время делает невозможным выпуск Epic Games Store в обход официального магазина App Store (в связи с чем проходили судебные разбирательства с 13 августа 2020 года до 10 сентября 2021 года). Аналитики считают, что если Google уменьшит комиссию в Google Play с 30 %, Apple тоже придется её уменьшить.

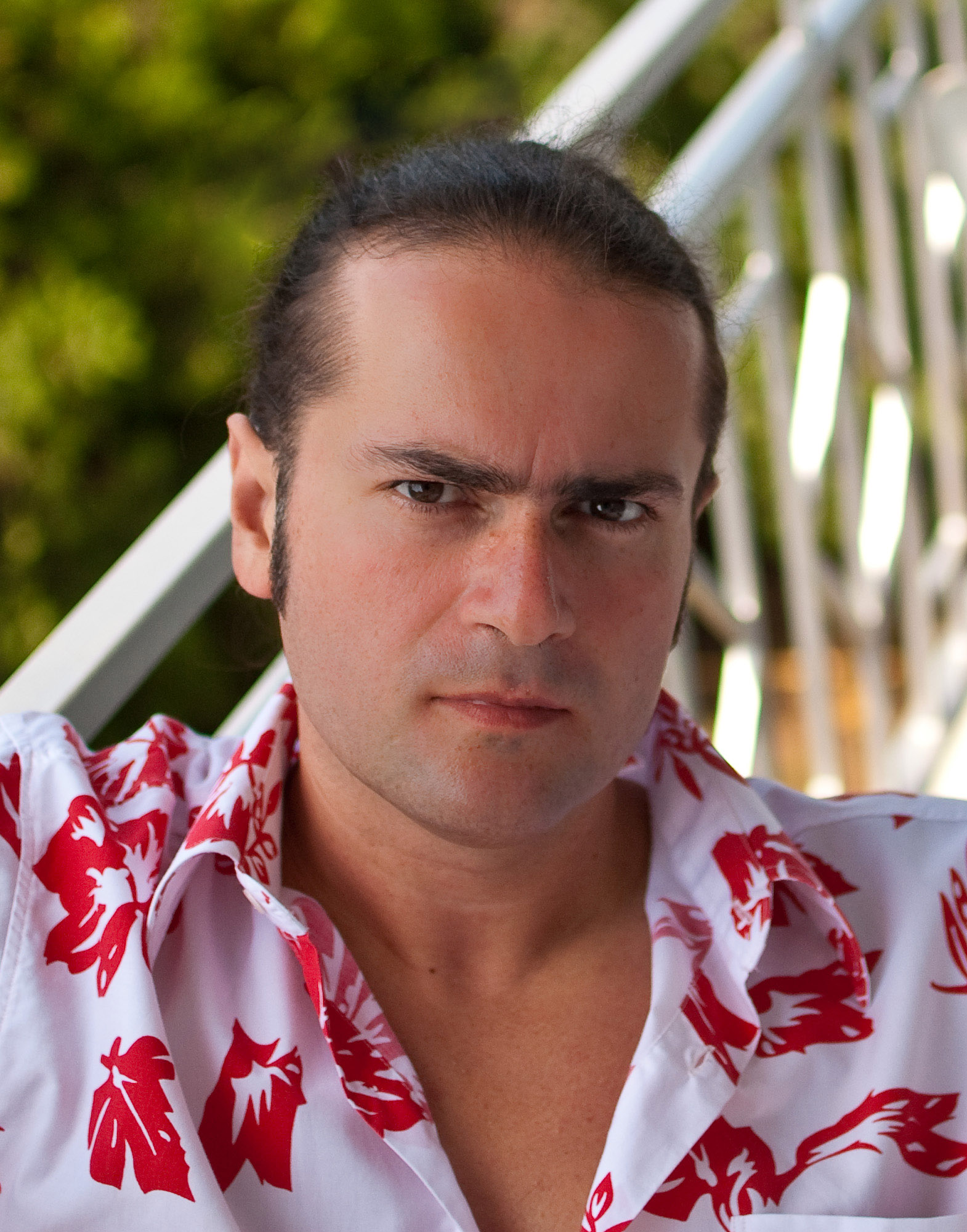
Сергей Галёнкин, директор издательской стратегии магазина

До запуска магазина его директор по издательской стратегии Сергей Галёнкин управлял веб-сайтом Steam Spy, который собирал данные об использовании Steam из общедоступных профилей для создания статистики публичных продаж. Он управлял сайтом как побочным проектом, но использовал его, чтобы узнать, что разработчики хотели бы получить от магазина Epic, а именно: меньше социальных элементов и меньше визуальных помех. Магазин будет создан вручную, пока он не откроется для заявок разработчиков в середине 2019 года. После этого сотрудникам Epic по-прежнему нужно будет утверждать игры для магазина, процесс, который «в основном сфокусирован на технической стороне вещей и общем качестве». По словам Тима Суини, Epic не планирует публиковать в магазине материалы категории «только для взрослых».
В январе 2019 года Ubisoft объявила о своих планах распространять свои игры через Epic Games Store, а предстоящий Tom Clancy’s The Division 2 будет продаваться в магазине Epic (в дополнение к собственному магазину Uplay в Ubisoft) вместо Steam, что делает её первым крупным сторонним издателем, использующим Epic Games Store. Позже, в том же месяце, издатель Deep Silver последовал этому примеру, объявив, что Metro Exodus будет временным эксклюзивом на ПК для Epic Games Store (на период одного года) по сниженной цене в 50 долларов США по сравнению с 60 долларов США, когда он предлагался в других магазинах.

## Реакция
Магазин Epic Games был анонсирован через несколько дней после того, как Valve сообщила об изменении модели распределения доходов в Steam, которое сократило комиссию с 30 % до 25 %, когда игра заработала более 10 миллионов долларов США и до 20 % после 50 миллионов долларов США. Несколько разработчиков инди-игр выразили обеспокоенность тем, что это изменение призвано помочь сохранить крупных разработчиков и издателей ААА, и мало что сделало для поддержки более мелких разработчиков. Таким образом, когда было объявлено о создании магазина Epic Games Store, несколько журналистов посчитали его потенциально разрушительным для текущей модели Steam. Некоторые разработчики и издатели объявили о планах эксклюзивно выпустить в EGS игры, которые они планировали продавать через Steam, или иметь эксклюзивное время на витрине магазина Epic до появления в других сервисах.

## Критика
28 января 2019 года издатель Deep Silver объявил, что игра Metro Exodus станет временным эксклюзивом Epic Games Store. Такая новость была воспринята игровым сообществом крайне негативно, так как сервис сделал игру эксклюзивом за несколько дней до релиза, при этом не предупредив другие сервисы распространения игр. Впоследствии разработчикам игры и представителям магазина пришлось оправдываться за случившееся. Политика выкупа готовящихся к выходу игр, когда Epic Games Store становился эксклюзивной площадкой[прояснить] для приобретения игр для PC, подвергалась критике как игроками, так и разработчиками и издателями.
31 марта 2019 года в результате бага, возникшего в сервисе, игроки получили возможность забрать игру Detroit: Become Human по цене 0 рублей. В течение часа ошибка была исправлена, а игра была удалена из библиотек тех пользователей, которые успели забрать игру. Действия компании Epic Games были встречены негативно со стороны игроков. В частности, пользователи вспомнили слова одного из разработчиков Epic Games Store Сергея Галёнкина, который на одной из своих YouTube-трансляций рассказал, что сервис не будет забирать игры, купленные в результате бага за 5 рублей.